# Terang Boelan
Vous lisez un « bon article » labellisé en 2025.
Pour plus de détails, voir Fiche technique et Distribution.
Terang Boelan (« pleine lune » ou « clair de lune » en français) ou Terang Bulan (depuis la réforme orthographique de 1947 dans l'Indonésie indépendante) est un film indonésien produit en 1937 durant la période coloniale néerlandaise. Scénarisé par Saeroen et réalisé par Albert Balink, le film met en scène les acteurs Rd Mochtar, Roekiah et Eddie T. Effendi dans une intrigue romanesque centrée sur deux amants contraints de fuir pour échapper à un mariage forcé avec un trafiquant d'opium.
La production cinématographique, tournée aux Indes néerlandaises et à Singapour, s'inscrit dans une dynamique d'inspiration transnationale, notamment par son rapport au film américain Hula, fille de la brousse (1936). Le long métrage est principalement destiné à un public local et se distingue par son utilisation de la musique keroncong, genre musical traditionnel indonésien particulièrement populaire durant l'entre-deux-guerres. Plusieurs acteurs de ce film ont précédemment collaboré sur le film Pareh de Albert Balink, réalisé en 1936.
Terang Boelan connaît un succès commercial significatif aux Indes néerlandaises et dans la région, en générant des recettes substantielles de 200 000 dollars des Détroits en Malaisie britannique. Ce succès joue un rôle crucial dans la revitalisation de l'industrie cinématographique nationale en déclin, en proposant un modèle narratif novateur combinant éléments musicaux, esthétique paysagère et intrigue romantique. Le film a un impact structurel important sur la production cinématographique régionale : il inspire de nombreuses œuvres destinées au public malais en Malaisie britannique. Cette formule artistique, caractérisée par l'intégration de chansons, de compositions visuelles élaborées et de récits sentimentaux, influence la production cinématographique locale pendant plusieurs décennies. Malheureusement, comme de nombreux films indonésiens de cette période, Terang Boelan est considéré comme perdu depuis au moins les années 1970, ce qui prive les chercheurs et les historiens du cinéma d'un témoignage visuel direct de cette époque cinématographique.

## Synopsis
Rohaya est confrontée à un dilemme familial complexe : elle est contrainte de se séparer de son amant Kasim afin d'épouser Musa, un prétendant fortuné, mais à la réputation controversée, choisi par son père. La veille des noces programmées, Kasim interprète la mélodie emblématique Terang Boelan pour Rohaya. Ce moment musical devient un point de cristallisation décisif, durant lequel le couple décide conjointement de fuir les conventions sociales et familiales qui les séparent. Le lendemain, Rohaya et Kasim quittent l'île de Sawoba et trouvent refuge à Malacca. Kasim s'intègre professionnellement en obtenant un emploi dans une cale sèche, tandis que Rohaya assume les responsabilités domestiques traditionnelles. Au cours de leur installation, ils découvrent que Dullah, un ancien compagnon de Kasim, réside déjà à Malacca depuis une période indéterminée.

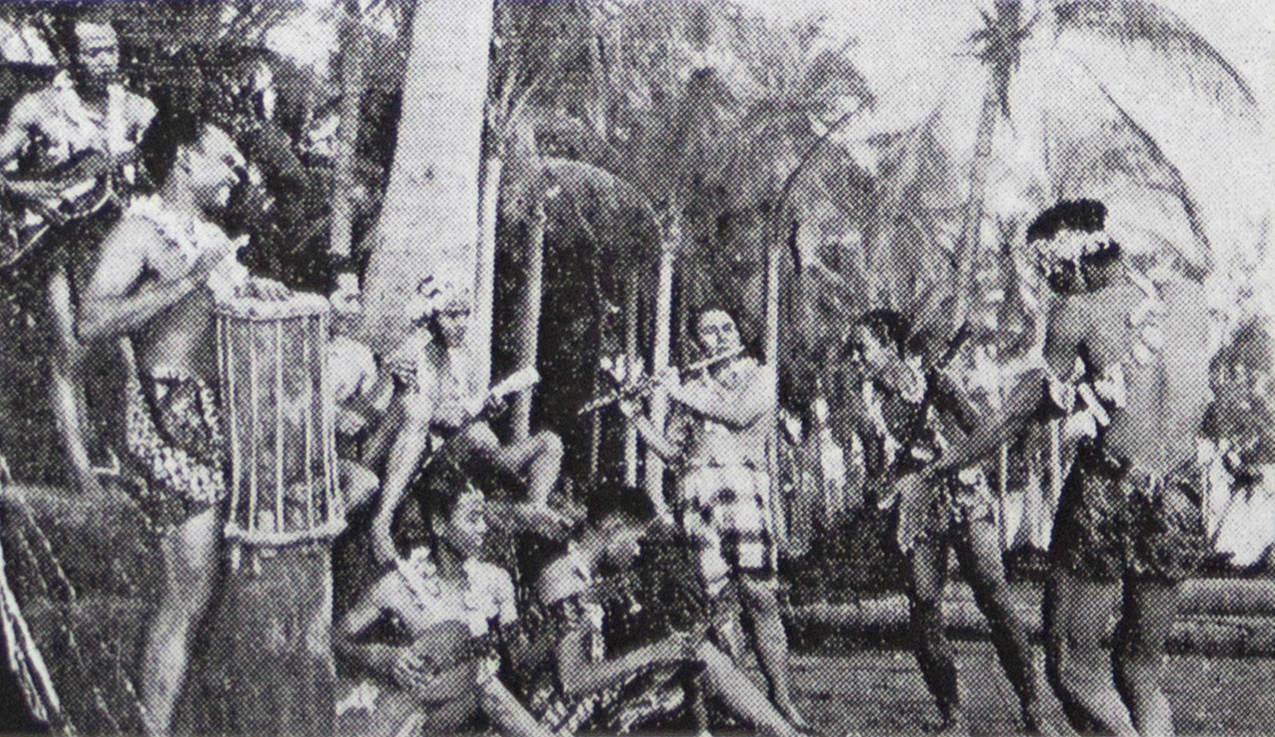
Un cliché cinématographique, daté d'avant 1953, documentant une scène du film.

La trajectoire conjugale de Rohaya et Kasim connaît une rupture dramatique lorsque Musa, dont l'activité criminelle de trafic d'opium est révélée, découvre leur fugue. Pendant l'absence de Kasim, qui est parti travailler, le père de Rohaya intervient et contraint Rohaya à regagner l'île de Sawoba. Informé des activités illicites de Musa, Kasim retourne à Sawoba et entreprend une stratégie de mobilisation communautaire. Il expose publiquement les agissements criminels de Musa auprès des villageois, cherchant à délégitimer son statut social et à rallier le soutien communautaire. Un affrontement physique s'engage entre Kasim et Musa, révélant les tensions sous-jacentes. Alors que Kasim semble proche de la défaite, Dullah, qui l'a discrètement suivi, intervient providentiellement et modifie l'issue du conflit. À l'issue de ces événements, la communauté villageoise, y compris le père de Rohaya, reconnaît la légitimité de l'union sentimentale de Kasim et Rohaya, validant leur relation fondée sur un amour authentique.

## Fiche technique
- Titre original : Terang Boelan
- Réalisation : Albert Balink
- Scénario : Saeroen
- Musique : Ismail Marzuki
- Photographie : Joshua Wong, Othniel Wong
- Sociétés de production : Indisch Filmsyndicaat, Algemeen Nederlandsch.
- Pays de production :  Indes orientales néerlandaises
- Langue originale : malais
- Format : noir et blanc — Son : mono
- Genre : romance, film musical
- Date de sortie : 
  - Batavia (Indes orientales néerlandaises) : 8 décembre 1937

## Distribution
- Roekiah : Rohaya
- Rd Mochtar : Kasim
- Kartolo : Dullah
- Eddie T. Effendi : Musa
- Muhin : Le père de Rohaya
- Roldiah Matulessy

## Production

### Contexte

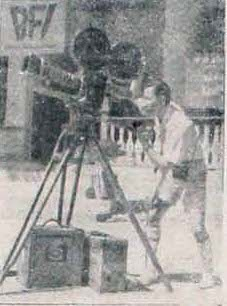
L'un des frères Wong, c. 1947. La collaboration des Wong avec Albert Balink sur Terang Boelan était leur deuxième, après Pareh.

Entre 1934 et le début de l'année 1935, l'ensemble des longs métrages produits dans les Indes orientales néerlandaises sont l'œuvre de The Teng Chun, un réalisateur sino-indonésien formé aux États-Unis. Ses productions cinématographiques à faible budget, bien que principalement inspirées de la mythologie chinoise et des arts martiaux et initialement destinées à un public sino-ethnique, acquièrent une popularité inattendue auprès des populations autochtones, notamment grâce à leurs séquences d'action dynamiques. Cette situation résulte directement des conséquences économiques de la Grande Dépression. L'administration coloniale néerlandaise, confrontée à des difficultés financières, a mis en place une politique fiscale plus contraignante et imposé une tarification cinématographique restrictive, réduisant considérablement les marges bénéficiaires de la production locale. Par conséquent, les salles de cinéma privilégient majoritairement les productions hollywoodiennes, marginalisant l'industrie cinématographique nationale. Dans ce contexte économique défavorable, The Teng Chun peut maintenir son activité cinématographique grâce à la fréquentation constante de ses projections.
Dans une tentative de démontrer la viabilité économique des productions cinématographiques locales, le journaliste néerlandais Albert Balink, dépourvu d'expérience formelle dans le domaine cinématographique, entreprend la production de Pareh (Rice) en 1935. Ce projet est réalisé en collaboration avec les frères Wong (Othniel et Joshua), d'origine sino-indonésienne, et le documentariste néerlandais Mannus Franken. Le film se distingue par un budget considérablement supérieur aux productions locales standards, environ vingt fois plus élevé, conséquence notamment du perfectionnisme méticuleux d'Albert Balink. Malgré ces investissements substantiels, l'œuvre est un échec commercial. Le critique culturel indonésien Armijn Pane analyse cet insuccès, soulignant que Pareh a été perçu par le public local comme une représentation empreinte d'un regard eurocentrique. Les difficultés financières générées par cette production conduisent à la faillite de ses promoteurs et consolident paradoxalement la position dominante de The Teng Chun dans l'industrie cinématographique locale pour deux années supplémentaires, bien que ses propres narrations s'éloignent des traditions cinématographiques établies.

### Financement
Vers la fin de l'année 1936, Albert Balink parvient à obtenir le soutien financier de plusieurs sociétés nationales et internationales. Ces partenariats permettent à Balink, aux frères Wong et à Mannus Franken de fonder le Syndicat du film des Indes néerlandaises (Algemeen Nederlandsch Indisch Filmsyndicaat, ou ANIF) à Batavia, l'actuelle Jakarta. Bien que l'établissement se concentre principalement sur la production d'actualités cinématographiques et de documentaires, l'ANIF annonce officiellement le 1er janvier 1937 son intention de développer également la production de longs métrages. Parmi ces projets, Terang Boelan est explicitement mentionné comme l'un des films programmés,. Ce film constitue une œuvre cinématographique fondamentale dans l'histoire culturelle indonésienne, étant considéré comme le premier long métrage sonore réalisé en malais d'Indonésie, marquant ainsi une étape décisive dans l'émergence d'une production cinématographique nationale autochtone durant la période coloniale.

### Scénario

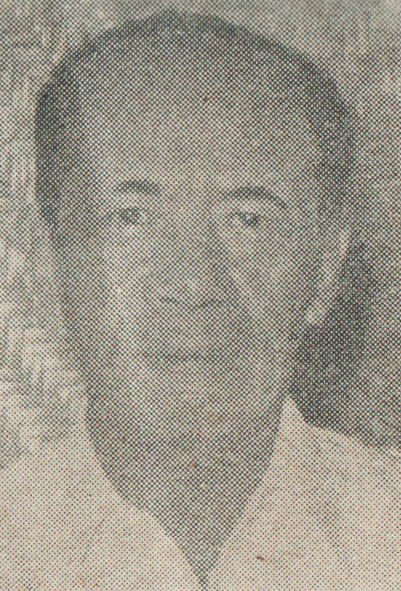
Le journaliste Saeroen, scénariste du film.

Le scénario de Terang Boelan est élaboré par Saeroen, avocat des causes indigènes, journaliste au périodique Pemandangan et acteur proche de la communauté théâtrale locale. Sa création s'inscrit dans un contexte cinématographique influencé par le film américain Hula, fille de la brousse (1936) de Dorothy Lamour, qui sert manifestement de modèle narratif,. L'historien du cinéma indonésien Misbach Yusa Biran souligne les convergences stylistiques et thématiques évidentes entre ces deux productions. Le critique Salim Said corrobore cette analyse, situant Terang Boelan dans la mouvance des récits de Hula caractéristiques de cette période cinématographique. Dans son processus de création, Saeroen nomme l'île fictive du film « Sawoba », un choix toponymique construit à partir des initiales des principaux collaborateurs : Saeroen, Wong et Balink, illustrant ainsi symboliquement leur collaboration artistique.

### Choix des acteurs et musique
La distribution de Terang Boelan présente une composition singulière, majoritairement constituée d'acteurs ayant précédemment collaboré sur le film Pareh. L'acteur principal, Rd Mochtar, est accompagné de plusieurs acteurs secondaires, notamment Eddie T. Effendi et Soekarsih. D'autres membres de la distribution, dont l'actrice principale Roekiah et son époux Kartolo, proviennent de troupes de théâtre traditionnelles. Le choix de ces acteurs suggère une volonté d'élargir l'attrait cinématographique en intégrant des artistes issus de pratiques scéniques traditionnelles. Le film se distingue par son approche musicale, incorporant deux compositions originales : « Terang Boelan » et « Boenga Mawar » (« Rose »). Ces morceaux, interprétés dans le style keroncong, genre musical traditionnel aux influences portugaises, imposent aux acteurs une performance vocale spécifique. Face aux limitations vocales de Rd Mochtar, le musicien Ismail Marzuki, également compositeur de la bande originale, est sollicité pour interpréter les parties chantées, tandis que Mochtar réalise un playback visuel. Cette solution technique illustre les stratégies de production cinématographique de l'époque, conjuguant contraintes artistiques et impératifs de réalisation.

### Tournage
Le tournage débute en février 1937, sous la supervision d'Albert Balink, avec les frères Wong comme directeurs de la photographie. La réalisation connaît une interruption temporaire liée au déménagement des locaux de l'ANIF, avant de reprendre ses activités en mai de la même année. Les sources historiques divergent significativement quant au rôle de Mannus Franken. L'historien Misbach Yusa Biran le présente comme responsable des documentaires du studio, tandis que le chercheur américain Karl G. Heider le considère comme co-réalisateur du film. Contrairement aux productions de The Teng Chun, orientées vers un public populaire, Balink propose une approche cinématographique innovante. Son projet artistique visait à représenter les communautés indonésiennes autochtones selon leur propre perspective, en rupture avec les représentations coloniales traditionnelles. Cette démarche, analysée par Salim Said, émerge comme une réponse critique à l'échec du film Pareh et manifeste une volonté de déconstruction des paradigmes ethnographiques dominants. Le tournage s'effectue en noir et blanc, en utilisant un film nitrate particulièrement inflammable, sur trois sites distincts : Cilincing à Batavia, Merak Beach dans la province de Banten et Tanjong Katong à Singapour,. L'instabilité intrinsèque de ce support technique pourrait expliquer la disparition ultérieure de l'œuvre.

## Sortie et réception

### Cinéma et réappropriation culturelle

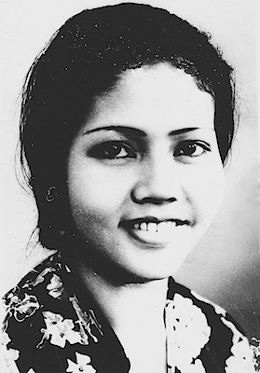
Roekiah, l'actrice principale du film.

La première de Terang Boelan se déroule le 8 décembre 1937 au Rex Theatre de Batavia, alors capitale des Indes orientales néerlandaises. À l'époque, le système de stratification sociale dans les salles de cinéma reflète la hiérarchisation ethnique et sociale caractéristique de l'administration néerlandaise aux Indes orientales. L'organisation spatiale de ces établissements est structurée selon deux catégories distinctes : la première classe, exclusivement réservée aux populations européennes, et la deuxième classe, destinée aux populations locales indigènes. La salle affiche une affluence quasi complète, témoignant de l'intérêt suscité par la production. Commercialisé sous le titre néerlandais Het Eilan der Droomen, le film est présenté comme une représentation valorisante des paysages indonésiens, établissant un parallèle avec l'imaginaire paradisiaque des productions hollywoodiennes hawaïennes. Les supports promotionnels insistent particulièrement sur l'utilisation du dialogue en langue indonésienne, constituant un élément différenciateur significatif. Selon l'analyse de William van der Heide, professeur d'études cinématographiques à l'Université de Newcastle en Australie, Terang Boelan s'inscrit dans un processus d'« indonésienisation ». Ce concept désigne l'appropriation et la réinterprétation nationale de modèles culturels exogènes. Dans ce contexte, l'indigénisation se manifeste par l'intégration de décors locaux exotiques et de musique keroncong. Ce phénomène d'adaptation et de réappropriation cinématographique n'est pas un fait isolé. Il s'inscrit dans une dynamique historique plus large, ayant émergé plusieurs années avant Terang Boelan et se poursuivant bien au-delà de sa sortie, illustrant les mécanismes complexes de transformation culturelle à l'œuvre durant la période coloniale.

### Succès commercial
Terang Boelan connaît un succès commercial remarquable, tant dans les Indes néerlandaises qu'en Malaisie britannique. La réception du film se caractérise par une mobilisation significative du public autochtone, majoritairement issu de la classe ouvrière,,. Cette affluence inclut notamment des spectateurs traditionnellement peu enclins à fréquenter les salles de cinéma, tels que les amateurs de théâtre toneel et de musique keroncong. Après avoir obtenu l'autorisation de RKO Radio Pictures, le film est distribué en Malaisie britannique, où il est présenté comme « la première et la meilleure comédie musicale malaise ». Sa performance économique est particulièrement probante, générant 200 000 dollars des Détroits (soit l'équivalent de 114 470 dollars de l'époque) en seulement deux mois,,. Terang Boelan demeure la production cinématographique régionale la plus performante jusqu'à la sortie de Krisis en 1953, film réalisé postérieurement à la reconnaissance de l'indépendance indonésienne par les Pays-Bas en 1949. Cette longévité commerciale souligne l'impact culturel et économique significatif de la production,,.

## Influence et postérité

### Émergence d'une industrie cinématographique locale

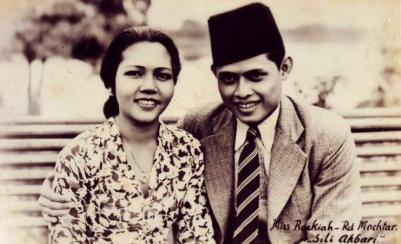
Roekiah et Rd Mochtar, qui apparaissent ici ensemble dans le film Siti Akbari, ont poursuivi leur collaboration cinématographique en tant que couple à l'écran jusqu'en 1940.

Le succès de Terang Boelan constitue un tournant significatif dans l'industrie cinématographique coloniale, en proposant un modèle narratif novateur articulant musicalité, esthétique paysagère et dimension sentimentale,. Avant cette production, les studios locaux peinent à développer une formule cinématographique véritablement attractive pour les publics indigènes. La période 1939-1942 représente une phase de restructuration et d'expansion pour l'industrie cinématographique des Indes néerlandaises. Les succès consécutifs de Terang Boelan, Fatima et Alang-Alang contribuent à légitimer une production locale jusqu'alors marginalisée. Cette dynamique favorise l'émergence de quatre nouvelles maisons de production en 1940, permettant une professionnalisation progressive du secteur. L'intégration d'artistes issus des troupes théâtrales traditionnelles facilite également le renouvellement des pratiques artistiques et l'élargissement des audiences. Cette période, précédant l'occupation japonaise, marque un moment crucial de transformation culturelle et médiatique. Dans une perspective comparative, l'influence de ces productions dépasse le cadre des Indes néerlandaises. À Singapour, les frères Shaw (Run Run et Runme) fondent Malay Film Productions, directement inspirés par les succès précédents, établissant une nouvelle trajectoire cinématographique régionale.
Malgré le succès commercial de Terang Boelan, l'ANIF (Algemeene Nederlandsch-Indische Filmproductie) manifeste son insatisfaction et interrompt ses productions de films de fiction. J.J.W. Steffens, cadreur indien du studio, suggère que la direction de l'ANIF privilégie les œuvres documentaires, les considérant comme une forme d'expression cinématographique plus intellectuelle. Désappointé par la réaction de l'entreprise, le réalisateur Balink quitte les Indes néerlandaises et émigre aux États-Unis en mars 1938. Les acteurs principaux de Terang Boelan quittent également l'ANIF peu après et, à la suite d'une brève tournée en Malaisie, rejoignent les studios Tan's Film,,. Leur première production pour ce nouveau studio est Fatima, réalisé en 1938. Mochtar, qui épouse ultérieurement Soekarsih, une autre actrice du film, continue d'interpréter le rôle de l'amant de Roekiah. Le couple devient rapidement une référence populaire du cinéma local, jusqu'au départ de Mochtar de Tan's Film en 1940, provoqué par un différend salarial,,.

### Modèles et controverses
Fred Heider, dans son analyse historique, identifie Terang Boelan et Pareh comme des œuvres fondatrices du cinéma des Indes orientales néerlandaises durant les années 1930. Sa contribution majeure réside dans l'établissement d'un modèle narratif qui influencera durablement la production cinématographique indonésienne, ainsi qu'en témoigne sa persistance jusqu'aux années 1990. Misbach Yusa Biran considère le film comme un véritable catalyseur esthétique et culturel, démontrant les potentialités expressives du cinéma dans le contexte indonésien. Cette perspective est corroborée par l'universitaire Edward Saïd, qui souligne la dimension structurante de l'œuvre dans l'émergence d'une cinématographie nationale. Cependant, cette formule narrative a également suscité des critiques. Le réalisateur Teguh Karya dénonce notamment sa reproduction mécanique, la qualifiant de « sous-développée et statique », soulignant les limites potentielles d'un modèle trop rigidement reproduit.

### Statut de film perdu
La question de la préservation des productions cinématographiques indonésiennes des premières décennies du XXe siècle constitue un enjeu archivistique et historique significatif. Considéré comme film perdu depuis les années 1970, Terang Boelan illustre de manière paradigmatique les défis inhérents à la conservation du patrimoine cinématographique colonial. Ce problème résulte principalement des contraintes matérielles liées aux supports cinématographiques de l'époque. Le Philippin Nick Deocampo, historien du cinéma, souligne la fragilité des pellicules au nitrate, particulièrement inflammables et sujettes à la dégradation. Malgré cette perspective apparemment pessimiste, certains chercheurs maintiennent un espoir nuancé quant à l'éventuelle survie de copies. Dans ce contexte, dans une publication académique de 1991, des experts tels que Said, Heider et le traducteur John H. McGlynn formulent l'hypothèse de la possible existence de copies non répertoriées, potentiellement conservées dans des collections privées en Indonésie ou aux Pays-Bas.